# آلیکو (بازیکن فوتبال)
آلیکو (به پرتغالی: Alceu Rodrigues Simoni Filho) هافبک اهل برزیل است که در شهر Diadema و در تاریخ ۷ مهٔ ۱۹۸۴ به دنیا آمده‌است.
آلیکو در تیم‌های فوتبال پالمیراس سابقهٔ حضور دارد.